# Irena Milovan
Irena Milovan (* 5. Januar 1937 in Zagreb, Jugoslawien; † 16. Juli 2020 in Madrid, Spanien) war eine jugoslawische Balletttänzerin.

## Leben
Im Alter von 10 Jahren trat Milovan in die Staatliche Ballettschule ein, wo sie unter anderem von Margarita Froman unterrichtet wurde. Ab 1954 tanzte sie am von Froman geleiteten Kroatischen Nationalballett. Von 1959 bis 1966 lebte sie in Chile, wo sie Primaballerina am Stadttheater von Santiago de Chile wurde und zudem als Ballettlehrerin tätig war. Sie heiratete den chilenischen Balletttänzer Octavio Cintolesi (1924–1999). 1963 tanzte sie am Théâtre des Champs-Élysées in Paris in Cinderella in der Choreographie von Waclaw Orlikowsky. Von 1965 bis 1973 war sie Primaballerina am Opernhaus Zürich, danach am Theater Bonn, wo ihr Ehemann Ballettdirektor war.
Später unterrichtete sie Ballett an zahlreichen Opernhäusern, unter anderem von 1977 bis 1986 an der Opéra National de Lyon. Von 1990 bis 2010 unterrichtete sie an der Compañía Nacional de Danza in Madrid. Irena Milovan starb im Alter von 83 Jahren in einem Krankenhaus in Madrid an den Folgen einer Krebserkrankung.